# Habrosanthus bathamae
Habrosanthus bathamae är en havsanemonart som beskrevs av Cutress 1961. Habrosanthus bathamae ingår i släktet Habrosanthus och familjen Sagartiidae. Inga underarter finns listade i Catalogue of Life.